# Panmana
Panmana es una ciudad censal situada en el distrito de Kollam en el estado de Kerala (India). Su población es de 29008 habitantes (2011). Se encuentra a 17 km de Kollam y a 81 km de Trivandrum.

## Demografía
Según el censo de 2011 la población de Panmana era de 29008 habitantes, de los cuales 14098 eran hombres y 14910 eran mujeres. Panmana tiene una tasa media de alfabetización del 93,69%, inferior a la media estatal del 94%: la alfabetización masculina es del 96,16%, y la alfabetización femenina del 91,38%.